# Henry Head
Henry Head (Stoke Newington, 4 de agosto de 1861 — 8 de outubro de 1940) foi um neurologista inglês.
Realizou pesquisas pioneiras sobre o sistema somatossensorial e nervos sensoriais. Na maior parte das investigações ele serviu como cobaia, em colaboração com o psiquiatra William Halse Rivers Rivers, cortando e reconectando nervos sensoriais e registrando as reações sentidas em função do tempo.